# Férfi 100 méteres gyorsúszás a 2004. évi nyári olimpiai játékokon
A férfi 100 méteres gyorsúszást a 2004. évi nyári olimpiai játékokon a holland Pieter van den Hoogenband nyerte a dél-afrikai Roland Schoeman és az ausztrál Ian Thorpe előtt.

## Rekordok
| Világcsúcs     | Pieter van den Hoogenband (NED) | 47.8 | Sydney, Ausztrália | 2000. szeptember 19. |
| Olimpiai csúcs | Pieter van den Hoogenband (NED) | 47.8 | Sydney, Ausztrália | 2000. szeptember 19. |

## Döntő
| # | Név                       | Ország                  | Eredmény | Megjegyzés |
| - | ------------------------- | ----------------------- | -------- | ---------- |
| 1 | Pieter van den Hoogenband | Hollandia               | 48.17    |            |
| 2 | Roland Schoeman           | Dél-afrikai Köztársaság | 48.23    |            |
| 3 | Ian Thorpe                | Ausztrália              | 48.56    |            |
| 4 | Ryk Neethling             | Dél-afrikai Köztársaság | 48.63    |            |
| 5 | Filippo Magnini           | Olaszország             | 48.99    |            |
| 6 | Duje Draganja             | Horvátország            | 49.23    |            |
| 7 | Salim Iles                | Algéria                 | 49.30    |            |
| 8 | Andrey Kapralov           | Oroszország             | 49.30    |            |